# Nicolas Lemaître
Nicolas Lamaître (Reims, 12 gennaio 1997) è un calciatore francese, portiere del Troyes.

## Carriera
Lemaître è cresciuto nel settore giovanile dello Stade Reims, con cui ha debuttato l'11 febbraio 2017 nell'incontro di Ligue 2 perso 1-0 contro il Sochaux. Il 3 giugno seguente ha firmato il suo primo contratto professionistico.
Il 18 giugno 2020 è stato ceduto in prestito al Quevilly-Rouen dove ha disputato una stagione da titolare conclusa con la promozione in Ligue 2. Il 1º luglio 2021 è stato acquistato a titolo definitivo dal club giallorosso, con cui ha firmato un biennale.
Al termine della stagione 2022-2023 è rimasto svincolato ed il 3 luglio ha firmato un triennale con il Troyes.

## Statistiche

### Presenze e reti nei club
Statistiche aggiornate al 24 dicembre 2024.
| Stagione              | Squadra               | Campionato            | Campionato | Campionato | Coppe nazionali | Coppe nazionali | Coppe nazionali | Coppe continentali | Coppe continentali | Coppe continentali | Altre coppe | Altre coppe | Altre coppe | Totale | Totale |
| Stagione              | Squadra               | Comp                  | Pres       | Reti       | Comp            | Pres            | Reti            | Comp               | Pres               | Reti               | Comp        | Pres        | Reti        | Pres   | Reti   |
| --------------------- | --------------------- | --------------------- | ---------- | ---------- | --------------- | --------------- | --------------- | ------------------ | ------------------ | ------------------ | ----------- | ----------- | ----------- | ------ | ------ |
| 2015-2016             | Stade Reims 2         | CFA2                  | 14         | -10        | -               | -               | -               | -                  | -                  | -                  | -           | -           | -           | 14     | -10    |
| 2016-2017             | Stade Reims 2         | CFA                   | 16         | -20        | -               | -               | -               | -                  | -                  | -                  | -           | -           | -           | 16     | -20    |
| 2017-2018             | Stade Reims 2         | N2                    | 17         | -19        | -               | -               | -               | -                  | -                  | -                  | -           | -           | -           | 17     | -19    |
| 2018-2019             | Stade Reims 2         | N2                    | 16         | -14        | -               | -               | -               | -                  | -                  | -                  | -           | -           | -           | 16     | -14    |
| Totale Stade Reims 2  | Totale Stade Reims 2  | Totale Stade Reims 2  | 63         | -63        |                 | -               | -               |                    | -                  | -                  |             | -           | -           | 63     | -63    |
| 2016-2017             | Stade Reims           | L2                    | 2          | -1         | CF+CdL          | 0               | 0               | -                  | -                  | -                  | -           | -           | -           | 2      | -1     |
| 2017-2018             | Stade Reims           | L2                    | 2          | -1         | CF+CdL          | 0               | 0               | -                  | -                  | -                  | -           | -           | -           | 2      | -1     |
| 2018-2019             | Stade Reims           | L1                    | 0          | 0          | CF+CdL          | 0               | 0               | -                  | -                  | -                  | -           | -           | -           | 0      | 0      |
| 2019-2020             | Stade Reims           | L1                    | 1          | -3         | CF+CdL          | 1+1             | -2,-1           | -                  | -                  | -                  | -           | -           | -           | 3      | -6     |
| Totale Stade Reims    | Totale Stade Reims    | Totale Stade Reims    | 5          | -5         |                 | 2               | -3              |                    | -                  | -                  |             | -           | -           | 7      | -8     |
| 2020-2021             | Quevilly-Rouen        | N                     | 27         | -24        | CF              | 1               | -2              | -                  | -                  | -                  | -           | -           | -           | 28     | -26    |
| 2021-2022             | Quevilly-Rouen        | L2                    | 35+2       | -44,-1     | CF              | 1               | -3              | -                  | -                  | -                  | -           | -           | -           | 38     | -48    |
| 2022-2023             | Quevilly-Rouen        | L2                    | 31         | -32        | CF              | 0               | 0               | -                  | -                  | -                  | -           | -           | -           | 31     | -32    |
| Totale Quevilly-Rouen | Totale Quevilly-Rouen | Totale Quevilly-Rouen | 95         | -101       |                 | 2               | -5              |                    | -                  | -                  |             | -           | -           | 97     | -106   |
| 2023-2024             | Troyes 2              | N3                    | 2          | -2         | -               | -               | -               | -                  | -                  | -                  | -           | -           | -           | 2      | -2     |
| 2023-2024             | Troyes                | L2                    | 4          | -5         | CF              | 1               | -2              | -                  | -                  | -                  | -           | -           | -           | 5      | -7     |
| 2024-2025             | Troyes                | L2                    | 7          | -2         | CF              | 2               | -1              | -                  | -                  | -                  | -           | -           | -           | 9      | -3     |
| Totale Troyes         | Totale Troyes         | Totale Troyes         | 11         | -7         |                 | 3               | -3              |                    | -                  | -                  |             | -           | -           | 14     | -10    |
| Totale carriera       | Totale carriera       | Totale carriera       | 176        | -178       |                 | 7               | -11             |                    | -                  | -                  |             | -           | -           | 183    | -189   |

## Palmarès

### Club

#### Competizioni nazionali
- Championnat de France amateur 2: 1

Stade Reims 2: 2015-2016 (girone F)
- Ligue 2: 1

Stade Reims: 2017-2018